# تومي كامبل (طبال)
تومي كامبل (بالإنجليزية: Tommy Campbell)‏ هو طبال أمريكي، ولد في 14 فبراير 1957 في نوريستاون ‏ في الولايات المتحدة.

## وصلات خارجية
- تومي كامبل على موقع ميوزك برينز (الإنجليزية)
- تومي كامبل على موقع أول ميوزيك (الإنجليزية)
- تومي كامبل على موقع ديسكوغز (الإنجليزية)